# Segalstad bru
Segalstad bru è un villaggio della Norvegia, situato nella municipalità di Gausdal, nella contea di Innlandet.